# Dmytro Chygrynskiy
Dmytro Anatoluyovych Chygrynskiy (tiếng Ukraina: Дмитро Анатолійович Чигринський; sinh ngày 7 tháng 11 năm 1986) là một cầu thủ bóng đá người Ukraina hiện đang thi đấu ở vị trí hậu vệ cho Ionikos F.C..
Anh dành phần lớn sự nghiệp, từ 2002 tới 2015, thi đấu cho Shakhtar Donetsk. Anh giành năm chức vô địch Giải bóng đá vô địch quốc gia Ukraina, cùng với đó là nhiều cúp quốc gia, và danh hiệu Cúp UEFA năm 2009. Mùa 2009-10 anh thi đấu cho Barcelona tại Tây Ban Nha nhưng hiếm khi được ra sân.
Chygrynskiy khoác áo Đội tuyển bóng đá quốc gia Ukraina từ 2007 tới 2011, có 29 lần ra sân. Anh góp mặt trong đội hình Ukraina tại Giải vô địch bóng đá thế giới 2006, tuy nhiên không thể ra sân vì chấn thương.

## Giai đoạn đầu
Chygrynskiy được sinh ra ở Iziaslav, Ukraina. Anh là cầu thủ của đội trẻ Karpaty Lviv trước khi chuyển về Donetsk ở tuổi 14. Anh có bằng tiến sĩ về hội họa.

## Sự nghiệp câu lạc bộ

### Shakhtar Donetsk
Chygrynskiy có trận ra mắt ở Giải vô địch quốc gia Ukraine vào năm 2004 ở tuổi 17. Vào năm 2005, anh được đen cho Metalurh Zaporizhzhya mượn, nơi anh được trải nghiệm môi trường bóng đá đỉnh cao. Sau một mùa giải thành công cùng Metalurh, Dymytro trở lại Donetsk. Anh nhanh chóng trở thành chỗ dựa vững chắc ở hàng thủ và có lần đầu ra sân ở cúp C1 gặp chính FC Barcelona.
Vào mùa giải 2007-08, Chygrynskiy được bầu là đội phó của đội bóng. Mùa giải đó anh đã cùng Shakhtar vô địch giải vô địch quốc gia.
Đầu mùa giải 2008-09, Chygrynskiy giúp đội bóng vô địch siêu cúp Ukraine. Sau đó, anh cùng đội bóng vô địch cúp UEFA và cũng là đội bóng cuối cùng vô địch danh hiệu này sau khi đấnh bại Werder Bremen 2-1 ở trận chung kết. 

### Barcelona
Vào ngày 26 tháng 8 năm 2009, Shakhtar và Barcelona đạt được thoả thuận về Chygrynskiy. Mức giá để anh chuyển về đội bóng xứ Catalan vào khoảng 25 triệu euro, và anh vẫn được phép chơi trận cuối cùng cho Shakhtar ở siêu cúp châu Âu gặp chính Barca. Vào ngày 31 tháng 8 năm 2009, Barcelona xác nhận Chygrynskiy đã vượt qua cuộc kiểm tra y tế và ký hợp đồng 5 năm. Anh trở thành cầu thủ Ukraine đầu tiên chơi cho Barca. Tuy nhiên tại đây anh chơi kém thuyết phục, chỉ ra sân có 12 trận và không ghi được bàn nào, anh được đánh giá là một trong những bản hợp đồng tệ nhất của câu lạc bộ, sau đó anh bị bán lại cho câu lạc bộ Shakhtar Donetsk với giá 15 triệu euro.

## Thi đấu quốc tế
Chygrynskiy được triệu tập vào đội tuyển Ukraina ở World Cup 2006. Không lâu trước World Cup, Chygrynskiy là thành viên đội U21 Ukraine về nhì ở giải vô địch U21 châu Âu. Với màn trình diễn ấn tượng, anh được bầu vào đội hình tiêu biểu của giải đấu. Tuy nhiên, do một chấn thương ngay trước World Cup, anh đã phải rời khỏi đội tuyển.

## Danh hiệu
Shakhtar Donetsk
- Giải bóng đá vô địch quốc gia Ukraina: 2005–06, 2007–08, 2010-11, 2012-13
- Cúp bóng đá Ukraina: 2007-08, 2012-13
- Siêu cúp bóng đá Ukraina: 2008, 2013
- UEFA Cup: 2008–09

Barcelona
- La Liga: 2009-10
- FIFA Club World Cup: 2009

Cá nhân
- Đội hình tiêu biểu giải U21 châu Âu: 2006